# Protopapa
Protopapa (en griego Πρωτόπαππας Protopappas) es un título de la iglesia ortodoxa. Significa "primer padre", "presbítero" (Παππάς o Πάππας, pappas es el término habitual de los sacerdotes del rito oriental), y corresponde con el de título de arcipreste" de la iglesia católica. El protopapa de la iglesia de Santa Sofía de Constantinopla gozaba de tanto prestigio que ocupaba el primer puesto después del Patriarca de Constantinopla, era jefe del tribunal eclesiástico, y recibía el título de Magnus Protopapas. 
También el emperador bizantino tenía un protopapa en su capilla, que presidía el clero patriarcal y el palatino.